# Asparagus lignosus
Asparagus lignosus là một loài thực vật có hoa trong họ Măng tây, bản địa Nam Phi. Loài này được Burm.f. mô tả khoa học đầu tiên năm 1768.